# باشگاه فوتبال منزفیلد تاون
باشگاه فوتبال منزفیلد تاون (به انگلیسی: Mansfield Town Football Club) یک باشگاه فوتبال در شهر منزفیلد، کشور انگلستان است
یک باشگاه فوتبال حرفه‌ای است که در ناتینگهام‌شر مستقر است. آنها با نام مستعار «گوزن‌ها» در یونیفرم آبی‌رنگ کهربایی سلطنتی بازی می‌کنند. از سال ۱۹۱۹، منزفیلد در ورزشگاه فیلد میل بازی کرد که هم‌اکنون ورزشگاه کاملی است با ظرفیت ۹۱۸۶ نفر. رقبای اصلی آنها چسترفیلد و باشگاه فوتبال نوتس کانتی هستند.
این تیم در سال ۱۸۹۷ میلادی تأسیس شد. یک مدافع ایرانی-انگلیسی به نام رایان تفضلی  در این باشگاه به مدت چهار سال، بین سالهای ۲۰۱۲ تا ۲۰۱۶ عضویت داشت.